# 沙利文 (緬因州)
沙利文（英語：Sullivan）是一個位於美國緬因州漢考克縣的市鎮。

## 人口
根據2020年美國人口普查的數據，沙利文的面積為75.72平方千米，當中陸地面積為69.07平方千米，而水域面積為7.64平方千米。當地共有人口1219人，而人口密度為每平方千米16人。